# هنری مور تلر
هنری مور تلر (به انگلیسی: Henry Moore Teller) سناتور سابق عضو حزب جمهوری‌خواه ایالات متحده آمریکا بود. وی در سال ۱۸۷۶ تا ۱۸۸۲ و ۱۸۸۵ تا ۱۹۰۹ میلادی سناتور ایالت کلرادو در سنای ایالات متحده آمریکا بود.